# Corchorus erodioides
Corchorus erodioides är en malvaväxtart som beskrevs av Isaac Bayley Balfour. Corchorus erodioides ingår i släktet Corchorus och familjen malvaväxter. Inga underarter finns listade i Catalogue of Life.